# Municipio de Mount Pleasant (condado de Atchison)
El municipio de Mount Pleasant (en inglés: Mount Pleasant Township) es un municipio ubicado en el condado de Atchison en el estado estadounidense de Kansas. En el año 2010 tenía una población de 864 habitantes y una densidad poblacional de 6,99 personas por km².

## Geografía
El municipio de Mount Pleasant se encuentra ubicado en las coordenadas 39°28′26″N 95°10′12″O / 39.47389, -95.17000. Según la Oficina del Censo de los Estados Unidos, el municipio tiene una superficie total de 123.64 km², de la cual 123,55 km² corresponden a tierra firme y (0,07 %) 0,09 km² es agua.

## Demografía
Según el censo de 2010, había 864 personas residiendo en el municipio de Mount Pleasant. La densidad de población era de 6,99 hab./km². De los 864 habitantes, el municipio de Mount Pleasant estaba compuesto por el 97,69 % blancos, el 1,16 % eran afroamericanos, el 0,35 % eran amerindios, el 0,23 % eran asiáticos, el 0,12 % eran de otras razas y el 0,46 % eran de una mezcla de razas. Del total de la población el 1,39 % eran hispanos o latinos de cualquier raza.